# ALR Piranha
ALR – Piranha, concept de avion multirol ușor elvețian.
ALR Piranha, proiect privat apărut la sfârșitul anilor 1970 (1977 după unele surse), se dorea a fi un avion multirol ușor, studiu al celor de la Swiss Working Group for Aerospace (ALR) și cu participarea Universității Tehnice ETH din Zurich (șef de proiect Georges Bridel), studiu finanțat privat pe o durată de 2 ani. Însă statul elvețian nu a fost interesat în final, acesta fiind ultimul proiect aeronautic militar elvețian, proiectul având din anumite puncte de vedere un destin similar cu IAR-95, însă la 10 ani distanță.

## Istoric

Size comparison "ALR PIRANHA" with the SEPECAT Jaguar and McDonnell Douglas F-15

ALR Piranha trebuia să fie proiectul indigen concurent al F-5 E Tiger II achiziționate în cele din urmă de elvețieni (54 încă operaționale din cele 110 cumpărate între 1978-1985) în înlocuirea avioanelor Hunter și Mirage, rol care a fost completat de achiziția a 34 de exemplare de F/A-18 Hornet. F-5 Tiger II va fi înlocuit în următorii ani de 22 de aparate Saab Gripen E/F, astfel că, ironic sau nu, rolul ALR Piranha a ajuns să fie preluat peste timp de un avion străin, dar cu asemănare pronunțată cu acesta, atât în ceea ce privește soluția de proiectare, cât și costurile scăzute pentru care a fost gândit. Dimensiunile Piranha erau mai reduse și decât cele ale Gripen C/D, forma sa amintind de un Gripen în miniatură (vezi aici comparație dimensiuni mai jos), aparatul fiind inferior cu 20% ca și suprafață inclusiv față de F-5 Tiger.
Trebuie menționat că ALR Piranha reprezenta o alternativă de înlocuire la scara 1:1 a avioanelor mai vechi operate de elvețieni, alături de varianta de a cumpăra doar F-18 și cea de dotare doar cu sisteme sol-aer MIM-104 Patriot, renunțând cu totul la flota aeriană. Elvețienii au abandonat ideea de a cumpăra F-16A/B deoarece li s-a părut prea scump de achiziționat și operat, preferând în locul său F-5 Tiger II. ALR Piranha era comparabil în multe privințe cu F-16A/B, deși era un aparat de dimensiuni mai reduse, cu rază mică de acțiune, specific necesităților apărării spațiului aerian elvețian. Evaluarea „imparțială” făcută de un „producător aeronautic major din SUA” a fost publicată într-un raport din 1982 care concluziona „performanța în termeni de rată de întoarcere susținută, rata de urcare și accelerație egalează performanțele F-16A și le depășesc pe cele ale F-5G/-20.”.

## Piranha 4 si 2D în dreapta jos
Acesta era destinat ca în versiunea 1 să fie un avion subsonic anti-blindat și anti-elicopter, similar cu ARES, iar în versiunea 6 să asigure interdicția aeriană în zbor supersonic la un cost mult inferior aeronavelor F-15 sau F-18. Se încerca astfel și creșterea numărului de aeronave disponibile, deoarece se constatase o scădere dramatică a numărului de avioane multirol de generație 4 achiziționabile din cauza prețurilor și a costurilor de operare în creștere rapidă, comparativ cu generațiile precedente de aeronave. Ori scăderea unei flote aeriene sub un anumit număr, vizibilă mai ales în cazul țărilor mici sau cu bugete reduse, putea afecta dramatic capacitatea de luptă. Iar aparatele sofisticate, achiziționate în numere mici, pe de-o parte nu rentau a fi integrate ca producție sau mentenanță în țara respectivă, dar și aveau o rată de disponibilitate mai redusă, fiind și dificil de întreținut, un singur aparat devenit inapt afectând semnificativ capacitatea de lupta.
În plus, aparatele sofisticate dislocate în număr redus în câteva baze aeriene erau ținte prioritare și relativ ușor de eliminat la sol, prin atacuri cu rachete sol-sol sau aer-sol sau prin sabotaj, eliminând astfel avantajul net în lupta aer-aer al acestor avioane cu performanțe ridicate. Dacă lotul de aparate de luptă este foarte redus, există dificultăți majore în a asigura spațiul aerian național în timp de pace, prin poliție aeriană, dar mai ales pe timp de război, în cadrul ciclurilor de reînarmare/alimentare/mentenanță. În aceste condiții, sprijinul aerian la sol poate dispărea cu desăvârșire, puținele aparate disponibile pentru luptă la un anumit moment fiind suprasolicitate de misiunile de protecție a spațiului aerian. Toate acestea duc la un comportament extrem de previzibil al flotei de avioane de luptă, ușurând sarcina oricărui inamic potențial.

## Piranha 2D (1)
La polul opus, o forță mai numeroasă de aparate mai puțin performante, poate opera de pe un număr semnificativ mai mare de aeroporturi, pierderile se resimt mai puțin și forța poate fi distribuită și acoperi un spațiu aerian mai întins la un anumit moment și face posibilă replierea și atacurile surpriză, esențiale în defensivă. La acestea se adaugă și un sprijin aerian consistent oferit forțelor terestre, obținut nu doar prin numărul mai mare de aparate ci și prin disponibilitatea ridicată generată de operarea și mentenanța mai simple decât în cazul aparatelor vârf de gamă. Dacă adăugam și omogenitatea flotei, aceasta adaugă un plus la formarea echipajelor, dar și la existența unei baze mai mari de canibalizare în situații de criză.

## Variante

1 loc și 2 locuri cu 2 motoare
1 loc și 2 locuri cu 1 motor, 2 locuri cu 2 motoare

Pentru a obține un avion cât mai ieftin, ușor de operat și cu rată mare de disponibilitate, elvețienii au încercat să pornească de la o platformă comună și echipamente similare pentru a genera câteva variante capabile de atac la sol, luptă aeriană, recunoaștere, luptă electronică și antrenament operațional. Aparatul Piranha era conceput pentru lupta la altitudini joase și medii, cu câteva variante specializate:
- Piranha 1 – varianta subsonică inițială (Mach 0,9)

- Piranha 2C – varianta trans-sonică de atac la sol, echipată cu motor Rolls-Royce Turbomeca Adour Mk 811 (RT172-58) de 24.6/37.4 kN (cu/fără postcombustie), fără radar și aripi cu suprafețe reduse de doar 13.5 m2 .

- Piranha 2D (1) – varianta de atac și supremație aeriană, cu motor Adour (RT172-63) de 29.2/44.9 kN, avionica completă și aceleași aripi cu suprafața redusă de 13.5 m2

- Piranha 2D (2) – similar cu varianta anterioară, însă cu aripi de 16 m2

- Piranha 4 – cu fuzelaj mai scurt și lățit pentru a primi 2 motoare SNECMA Turbomeca Larzac M-74/05 turbofan postcombustie (cu 15% plus de putere la viteze supersonice față de RT172-63)

- Piranha 5 – similar cu versiunea 4 dar cu 2 motoare turbofan de 18.4/30.2 kN Garrett/Volvo TFE 1042-7 .

- Piranha 6 – cu un singur motor turbofan de 40.5/73 kN Turbo-Union RB.199 Mk.104, EJ200, M88 sau General-Electric F404. Capabil de Mach-1,6-1,8

ALR urma a fi echipat cu avionică, radar, armament și motoare de import, fiind doar integrate în design-ul elvețian.
Avionica a avut propuse două variante:
- Inițial, Ferranti FIN 1020 nav/attack system, Type 105D laser rangefinder , Smiths HUD, Thomson-CSF Agave radar.
- Varianta ulterioară: Ferranti FINAS 2000 INS, Ferranti 4510 HUD, Type 105D laser rangefinder , Emerson APG-69, radar General Electric APG-67 sau Blue Vixen.

Datorită echipării cu un tun rotativ de 30mm, similar cu cel de pe A-10, în partea inferioara a fuzelajului, rezulta o poziționare ușor laterală a trenului de aterizare față.
În fața cabinei se afla senzorul infraroșu, avionul era echipat cu frâne aerodinamice, plasate în spatele fuzelajului, în versiunea monomotor, sau pe carcasele superioare ale motoarelor în apropierea derivei verticale, în versiunea bimotor, și parașuta de frânare. Trenul de aterizare principal era asemănător cu cel al F-16, aripile delta erau poziționate superior pe fuzelaj, având rezervoare de combustibil încastrate, sine pentru rachete aer-aer în capete (clasa AIM-9) și 2 piloni, dintre care cel interior putea acomoda șina dublă pentru rachete, la nevoie, sau pentru containere de bruiaj (Ericsson Vista5 ECM). Pilonul de sub fuzelaj, așezat între roțile trenului de aterizare principal, putea acroșa un rezervor suplimentar sau diverse containere de țintire/iluminare.
Proiectul a ajuns doar în faza testelor de tunel aerodinamic, a zborurilor cu machete radiocomandate și o cabină la dimensiuni reale a fost realizată. Însă nu s-a ajuns niciodată în faza creării unui avion prototip. S-a studiat și un concept nou de bunker cu placă turnantă pentru simplificarea operării și mentenanței.
Datorită dimensiunilor reduse, similare cu ale unor avioane de antrenament, costurile de operare, amprenta radar, optica și termica precum și facilitățile de la sol sunt semnificativ mai reduse decât cele necesare unor avioane interceptoare sau de atac la sol de mari dimensiuni. Handicapul razei scăzute de acțiune, de 300-400km este anulat de disponibilitatea în numere mai mari a aparatului, dar și de ciclurile scurte de re-alimentare/înarmare la sol precum și de capacitatea de a opera de pe piste mai scurte, sub 1km, (STOL) și mai puțin pretențioase.
Sarcina utilă nu mai este nici ea un avantaj absolut, noile arme și echipamente tinzând către miniaturizare și precizie, iar pe de altă parte fiind mai important să dispui de 2 aparate în locuri diferite cu jumătate din încărcătura dusă de un singur multirol greu sau un avion specializat de atac. Astfel, inclusiv avionica, chiar dacă nu va ajunge la raza de detecție și prelucrare oferită de un fuzelaj/con de dimensiuni mai mari, va fi suficientă pentru ducerea operațiunilor de luptă și a celor evazive, aparatul fiind avantajat și de amprenta sa mult mai redusă. Echipamentul de navigație era bazat pe senzori pasivi (ex.: LINAS al Ferranti), radarul aer-aer era de dimensiuni reduse fiind completat de senzorul infraroșu și un sistem simplu de bruiaj activ.
Armamentul putea fi astfel selectat, alături de containere dedicate, în majoritatea variantelor disponibile și pe multirolul greu, însă în cantități mai reduse la o singura ieșire.
Folosirea materialelor compozite a redus masa avionului, reducând impactul dimensiunilor reduse asupra capacității sale de transport și alimentare cu combustibil.
Avionul avea și manevrabilitate ridicată datorită canard-urilor complet mobile, cuplate cu eleroanele și flapsurile aripilor și generând efecte aerodinamice favorabile prin poziționarea în fața aripilor. Aripile plasate sus oferă acces facil la pilonii de acroșaj și mentenanță. Sistemul de control fly-by-wire cu cilindri de operare adăpostiți în fuzelaj era foarte robust și putea fi pre-programat soft pentru anumit comportament în funcție de misiune.

## Specificații
- Armament: 1 x Cannon (KCA 30mm, 27mm Mauser, General Electric GE-430 30mm) Piranha 6/4 Piranha / Piranha 2D (2) / Piranha 2D (1)
- Lungime: 11.57 m / 10.50 m / 10.7 m / 10.7 m
- Anvergură: 7.62m / 6.49m / 6.49m / 6m
- Înălțime: 4.25 m / 4.12 m
- Suprafață aripă: 22 m² / 16 m² / 16 m² / 13.5 m²
- Greutate gol: 4340 kg / 3800kg
- Max combustibil: 2160 kg +
- Încărcare ext. max: 3.500 kg
- Masă Normală (TOW): 7040 kg / 5900kg
- Masă Max (TOW): 10.000 kg
- Viteza max.: Mach 1.8 / Mach 1.6
- Rata ascensională max: 18,000 m / minut
- Plafon: 16,800 m
- Distanță decolare: 300m / 450m
- Rază de lupta, lo-lo-lo, 2000 kg armament, 20 min croaziera, 5 min misiune de luptă: 400km 300km